# Mémoires d'un chasseur
Mémoires d'un chasseur (Записки охотника) est un recueil de nouvelles de l'écrivain russe Ivan Tourgueniev.
Vingt et un récits furent publiés dans Le Contemporain à partir du numéro un en janvier 1847 et trois dans le Messager de l’Europe.  La première édition en 1852 fut épuisée en six mois, une seconde date de 1859, d'autre suivirent en 1860, 1865. L’édition complète des vingt-cinq textes dans sa version définitive sans coupure de la censure date de 1874.
Le recueil est constitué de vingt-quatre nouvelles, la dernière La Forêt et la steppe étant une description de ses impressions de chasseurs.
Lors de la parution de la première nouvelle Le Putois et Kalinytch, Ivan Panaïev, le cofondateur du Contemporain décida d'ajouter le sous-tire Mémoires d'un chasseur. Le succès fut tel qu'il incita l'auteur à continuer d'écrire.
Tourgueniev s'est servi de ses propres expériences de chasse pour écrire ce recueil, s'inscrivant dans la tradition réaliste. Mais la chasse ne sert que de prétexte pour introduire des critiques virulentes sur le servage, la condition des serfs russes et les injustices des propriétaires. Tourgueniev en paiera le prix en 1852 lors de son enfermement d’un mois à la prison de l’Amirauté et de son assignation à résidence sous surveillance policière dans sa propriété pendant dix-huit mois.
L'œuvre contient notamment Le Pré Béjine, dont le titre a été repris par Sergueï Eisenstein pour un film inachevé de 1937.

## Ordre des nouvelles dans le recueil de l'édition définitive
1. Le Putois et Kalinytch (1847)
2. Iermolaï et la Meunière (1847)
3. L'Eau de framboise (1848)
4. Le Médecin de campagne  (1848)
5. Mon voisin Radilov (1847)
6. L'Odnodvorets Ovsianikov (1847)
7. Lgov (1847)
8. Le Pré Béjine (1851)
9. Cassien de la belle Métcha (1851)
10. Le Régisseur (1847)
11. Le Bureau (1847)
12. Le Loup-garou (1848)
13. Deux gentilshommes campagnards (1852)
14. Lébédiane (1848)
15. Tatiana Borissovna et son neveu (1848)
16. La Mort (1848)
17. Les Chanteurs (1850)
18. Pierre Pétrovitch Karataïev (1847)
19. Le Rendez-vous (1850)
20. Le Hamlet du district de Chtchigry (1849)
21. Tchertopkhanov et Nédopiouskine (1849)
22. La Fin de Tchertopkhanov (1872)
23. Relique vivante (1874)
24. On vient (1874)

- La Forêt et la steppe (1849)

## Éditions françaises
- Mémoires d'un Seigneur russe, traduit par E. Charrière, Paris, E. Hachette, 1854 (initialement édité sous ce titre)
- Récits d'un chasseur, traduit par H. Delaveau, Paris, E. Dentu, 1858
- Récits d'un chasseur, traduit par Ernest Jaubert, Poitiers, Société française d'imprimerie et de librairie, 1891
- Récits d'un chasseur, traduit par Ely Halpérine-Kaminsky, Paris, Éditions Albin Michel, 1893.
- Mémoires d'un chasseur, en 2 volumes, traduit par Henri Mongault, éditions Bossard, 1929.
- Récits d'un chasseur, traduit par M. Vimay, Bibliothèque Précieuse, Paris, Librairie Gründ, 1954.
- Mémoires d'un chasseur, traduit par Françoise Flamant, Éditions Gallimard, « Bibliothèque de la Pléiade », 1981,  (ISBN 978 2 07 010980 7)